# Aircraft Operations Center

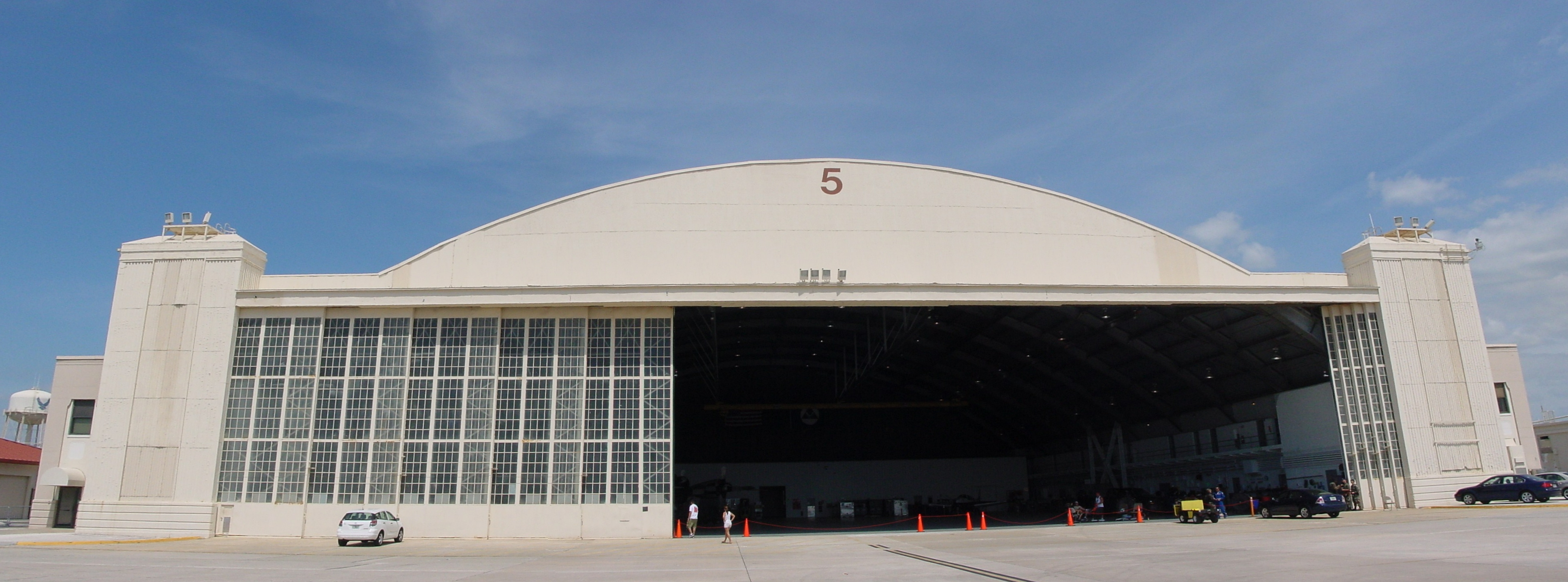
Veduta esterna del deposito 5 dell'Aircraft Operations Center

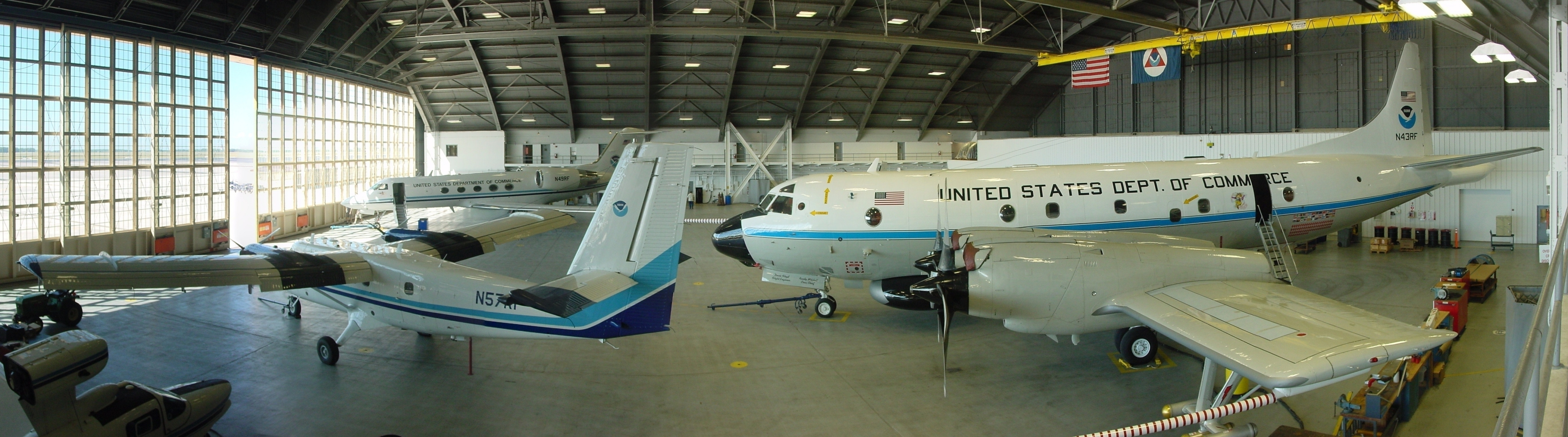
Veduta interna del deposito 5 dell'Aircraft Operations Center

L'Aircraft Operations Center (AOC) è il centro operativo di una quantità (calcolata a 15) di aerostati della National Oceanic and Atmospheric Administration (NOAA) del Governo degli Stati Uniti d'America. Ospita i cacciatori di uragani della NOAA.
La base si trova all'interno della base delle forze militari a MacDill di Tampa, in Florida. Il centro ospita numerosi aerostati leggeri e tre Aerost Hurricane Hunters. Questa base ricopre un ruolo rilevante durante la stagione degli uragani, i cui aerostati volano in prossimità dei tifoni per scopi di ricerca.

## Aeromobili in uso
| Aeromobile                            | Origine     | Tipo                               | Versione (denominazione locale) | In servizio (2024) | Note | Immagine |
| Aerei per impieghi speciali           |             |                                    |                                 |                    | |          |
| Lockheed WP-3 Hurricane Hunter        | Stati Uniti | aereo da rilevamento meteorologico | WP-3D                           | 2                  | 2 WP-3D acquistati nel 1975 ed entrati in servizio nell'agosto del 1976, per essere utilizzati per monitorare uragani e eventi meteorologici estremi.              |          |
| Lockheed Martin C-130J Super Hercules | Stati Uniti | aereo da rilevamento meteorologico | C-130J                          | 0                  | 2 C-130J (con altri due in opzione) ordinati il 27 settembre 2024, che sostituiranno i WP-3D nelle missioni per monitorare uragani e eventi meteorologici estremi. |          |
| Beechcraft Super King Air             | Stati Uniti | aereo da rilevamento meteorologico | B350CERB360CER                  | 21                 | 1 B350 CER consegnato nel maggio 2009, più un ulteriore B350 CER consegnato il 22 dicembre 2020. 1 B360CER consegnato il 31 gennaio 2024.                          |          |
| de Havilland Canada DHC-6 Twin Otter  | Canada      | aereo da rilevamento meteorologico | DHC-6-300                       | 4                  | 4 DHC-6-300 consegnati e in servizio al settembre 2024. |          |
| Gulfstream IV                         | Stati Uniti | aereo da rilevamento meteorologico | G.IV-SP                         | 1                  | 1 G.IV-SP consegnato nel 1996 e in servizio al dicembre 2024. |          |
| Gulfstream G550                       | Stati Uniti | aereo da rilevamento meteorologico | G550                            | 0                  | 2 G550 ordinati rispettivamente, uno nel 2019 e il secondo il 15 luglio 2024, con consegna prevista per il 2028.                                                   |          |

### Aeromobili ritirati
- Cessna Citation II (CE-550)
- Gulfstream Turbo Commander (AC-690)
- Rockwell Aero Commander (AC-500S)
- Lake Aircraft Renegade Seawolf 250 (LA-27)